# Dorcadion aries
Dorcadion aries är en skalbaggsart som först beskrevs av Tomé och Berger 1999.  Dorcadion aries ingår i släktet Dorcadion och familjen långhorningar. Inga underarter finns listade i Catalogue of Life.